# Karl Riedl (Jurist)
Karl Riedl (* 10. Oktober 1907 in Inkofen, Bezirksamt Mallersdorf (Niederbayern), heute zu Rottenburg an der Laaber; † 1985) war ein deutscher Jurist.

## Leben
Nach dem Abitur an einem Gymnasium in Amberg studierte er von 1927 bis 1931 als Stipendiat der Studienstiftung Maximilianeum Altphilologie und Geschichte, dann Rechtswissenschaft. Anschließend war er im Justizdienst sowie als Staatsanwalt in Coburg, Bamberg und am Sondergericht München tätig.
Von 1946 bis 1972 war er Mitarbeiter des Bayerischen Staatsministeriums des Innern. Dort wurde er 1957 zum Ministerialdirektor ernannt. Zugleich war er von 1948 bis 1972 auch Leiter der Bayerischen Grenzpolizei.
Er war von 1950 bis 1985 Vorstand der Stiftung Maximilianeum, von 1967 bis 1980 Mitglied des Kuratoriums des Max-Planck-Instituts für ausländisches und internationales Patent-, Urheber- und Wettbewerbsrecht in München und von 1972 bis 1976 Mitglied des Rundfunkrats des Bayerischen Rundfunks.

## Ehrungen
- 1962: Bayerischer Verdienstorden
- 1972: Großes Verdienstkreuz der Bundesrepublik Deutschland
- 1972: Ehrensenator der Universität München

## Veröffentlichungen
- Grenzpolizei oder Zoll?, in: Die Polizei 1950, S. 61 f. Rotberg